# 2C-C
2C-C – organiczny związek chemiczny, psychodeliczna substancja psychoaktywna z rodziny 2C. Zgodnie z PIHKAL dawkowanie tej substancji waha się w przedziale 20–40 mg, podawane doustnie. 2C-C po raz pierwszy zostało otrzymane przez Alexandra Shulgina. Efekty działania 2C-C mogą być bardzo zróżnicowane, zwykle jednak obejmują: efekty wizualne podobne do tych po LSD czy psylocybinie, odprężenie i słabe pobudzenie, zmiany percepcyjne, intensyfikacja bodźców zewnętrznych oraz poprawienie nastroju i humoru.